# 林恩 (佛羅里達州)
林恩（英語：Lynne）是位於美國佛羅里達州馬里昂縣的一個非建制地區。該地的面積和人口皆未知。

## 地理
林恩的座標為29°11′33″N 81°55′02″W / 29.19250°N 81.91722°W，而該地的平均海拔高度為19米（即62英尺）。